# Blaubeuren
Blaubeuren település Németországban, azon belül Baden-Württembergben. Lakosainak száma 12 657 fő (2023. december 31.).

## Népesség
A település népessége az elmúlt években az alábbi módon változott:
| Lakosok száma | 11 652 | 12 087 | 12 401 | 12 521 | 12 504 | 12 665 | 12 657 |
|               | 1975   | 2015   | 2017   | 2019   | 2021   | 2022   | 2023   |